# Pantelleria
Pantelleria er en italiensk ø beliggende sydvest for Sicilien i en afstand af 70 km fra Tunesien og 85 km fra Sicilien. Pantelleria har et areal på ca. 83 km² og er dermed Italiens femtestørste ø. Øen udgør en selvstændig kommune med ca. 6.000 indbyggere. Der er færgeforbindelse til Trapani på Siciliens vestkyst.
Øen er af vulkansk oprindelse og der er flere steder varme kilder og steder, hvor svovldampe stiger op af jorden. Det sidste egentlige vulkanudbrud fandt sted i 1891. Det højeste punkt på øen er den udslukte vulkan, Montagna Grande, 836 m.o.h. Der er flere mindre byer på øen, bl.a. Pantelleria Porto, Scauri og Tracino. På øen dyrkes vin og kapers, og øen er kendt for sin meget fine dessertvin, Passito di Pantelleria.

## Historie
Den vulkanske bjergart obsidian fra Pantelleria var allerede i  den yngre stenalder et eftertragtet råstof som nåede til Sicilien og Tunesien, men også til Syditalien, Malta og den franske middelhavskyst.
Øen har været beboet i ca. 5000 år, og på grund af øens centrale beliggenhed i det smalle Sicilienstræde mellem Italien og Tunesien midt i Middelhavet har den også været omstridt. Karthageniensere, romere, vandaler, byzantiner, arabere, normannere og tyrkere har således alle på forskellige tidspunkter været på øen. Under 2. verdenskrig havde Benito Mussolini forstærket øens militære fæstningsværker betydeligt, og mellem d. 18. maj og d. 11. juni 1943 kastede de allierede styrker omkring 6200 ton bomber over øer. D. 11. juni 1943 overgav de italienske styrker sig.
I de seneste år er øen blevet mål for adskillige bådflygtninge, der ankommer i udslidte og overfyldte både fra Afrika.
36°50′N 11°57′Ø / 36.833°N 11.950°Ø